# Sadai (Bengkong)
Sadai is een bestuurslaag in het regentschap Batam van de provincie Riau-archipel, Indonesië. Sadai telt 25.310 inwoners (volkstelling 2010).